# Monument aux morts de Vottem
 (novembre 2019).
Si vous disposez d'ouvrages ou d'articles de référence ou si vous connaissez des sites web de qualité traitant du thème abordé ici, merci de compléter l'article en donnant les références utiles à sa vérifiabilité et en les liant à la section « Notes et références ».
Le Monument aux Morts de Vottem est une monument dans la partie Est de la Belgique, dédié aux victimes des  Première et  Seconde Guerres mondiales.

## Situation et accès
Situé Chaussée Brunehault à Vottem, ce monument aux morts est localisé dans le cimetière communal. La majorité communale socialiste ne voulait pas d'un monument sur la voie publique, pour éviter les manifestations patriotardes et militaristes.

## Liste des morts au champ d’honneur

### Guerre 1914-1918
- 34 noms

### Guerre 1940-1945
- Tombés au champ d’honneur : 12 noms
- Soldats décédés en Allemagne : 6 noms
- Résistant fusillé : Joseph Henrotte
- Tombé au maquis : Antoine Marcotty
- Déportés décédés : 12 noms
- Victimes civiles : 12 noms